# Lisianski
La isla Lisianski (en hawaiano Papa'poho) es una de las islas de Sotavento de Hawái. Está situada a 220 km al oeste de Laysan. 
Lisianski es una isla baja de origen volcánico muy erosionada. La superficie total es de 1,56 km², con una elevación máxima de 12 m s. n. m., pero alrededor de la isla se encuentra un extenso arrecife, llamado Neva Shoals, que abarca un área de alrededor de 979 km².
La isla lleva el nombre de Yuri Lisianski (Yuri Lisyansky), comandante ruso del Neva, que participaba en la expedición de Adam Johann von Krusenstern, la primera expedición rusa que dio la vuelta al mundo. Lisianski se separó de la expedición y encalló en 1805 en esta isla. Después de algunas variaciones en la transcripción del nombre ruso, se fijó oficialmente como Lisianski Island.
Al igual que Laysan, la isla Lisianski fue arrendada por el reino de Hawái a la North Pacific Phosphate and Fertilizer Company para la explotación de guano. En 1909, el presidente Theodore Roosevelt la incluyó en la reserva natural para la protección de aves, respondiendo a  preocupaciones sobre la caza furtiva de éstas por sus plumas.